# سوزان برايس
سوزان برايس (بالإنجليزية: Susan Price)‏‏ (8 يوليو 1955 - ) كاتِبة، وروائية، وكاتبة خيال علمي، وكاتبة للأطفال من المملكة المتحدة.